# Голова Тереона
«Голова Тереона» (латыш. Tereona galva) — советский фильм 1982 года режиссёра Вариса Браслы по сценарию Эрика Ланса. В основной год всесоюзного кинопроката (1983) картину посмотрели 2,5 млн зрителей.

## Сюжет
Доктор, делавший операцию сыну лесника, приехал по приглашению благодарного отца на его участок — отдохнуть и сходить на обещанную охоту. Кабана, приготовленного для доктора, пришлось по просьбе начальника отдать неожиданно приехавшим чиновникам леспромхоза. Смущённый хозяин сослался на неблагоприятную погоду и предложил пострелять диких гусей, прилетевших на соседнее озеро.
Убитые без всякой надобности птицы были товарищами детских игр маленького Иво. Проснувшийся утром ребёнок был не в силах понять, почему гордый черноголовый гусь, прозванный им королём гусиной стаи и названный одним из гостей Тереоном, за одну ночь стал обыкновенным охотничьим трофеем.

## В ролях
- Юрис Барткевич — Агрис
- Анда Албуже — Рота
- Янис Екабсонс — Иво
- Мартыньш Вердыньш — Марек
- Леонс Криванс — Григалс
- Лиене Катковске — Зане
- Рута Витыня — Байба
- Вольдемар Карпачс — Алексей
- Зигурдс Нейманис — лесничий
- Зане Янчевска — медсестра
- Визма Калме — медсестра